# Peltosaari (ö i Södra Karelen, Imatra, lat 61,43, long 28,89)
Peltosaari är en ö i Finland. Den ligger i sjön Ilmajärvi och i kommunen Ruokolax i den ekonomiska regionen  Imatra ekonomiska region  och landskapet Södra Karelen, i den sydöstra delen av landet, 250 km nordost om huvudstaden Helsingfors. Öns area är 15,2 hektar och dess största längd är 0,7 kilometer i sydöst-nordvästlig riktning.